# 傳舍六
HD 17948，又名BD+60 591，SAO 12517、HR 860，是一颗仙后座的恒星，视星等为5.59，位于銀經137.21，銀緯2.15，其B1900.0坐标为赤經2h 48m 1s，赤緯+61° 2.15′ 47″。